# گیریسوپام
گیریسوپام (انگلیسی: Girisopam) یک داروی مشتق ۲،۳ بنزودیازپین است که به توفیسوپام و زومتاپین مربوط می شود. این اثر ضد اضطراب انتخابی بدون اثرات آرام بخش، ضد تشنج یا شل کننده عضلانی دارد.